# Rychlobruslení na Zimních olympijských hrách 2010 – 1500 metrů ženy
Závod na 1500 metrů žen na Zimních olympijských hrách 2010 se konal v hale Richmond Olympic Oval v Richmondu dne 21. února 2010. Z českých závodnic se jej zúčastnily Karolína Erbanová a Martina Sáblíková.

## Výsledky
| Pořadí           | Dvojice | Dráha | Jméno                         | Země                   | Čas     | Ztráta |
| ---------------- | ------- | ----- | ----------------------------- | ---------------------- | ------- | ------ |
| Zlatá medaile    | 15      | O     | Ireen Wüstová                 | Nizozemsko             | 1:56,89 | 0,00   |
| Stříbrná medaile | 17      | O     | Kristina Grovesová            | Kanada                 | 1:57,14 | +0,25  |
| Bronzová medaile | 16      | O     | Martina Sáblíková             | Česko                  | 1:57,96 | +1,07  |
| 4.               | 14      | O     | Margot Boerová                | Nizozemsko             | 1:58,10 | +1,21  |
| 5.               | 13      | I     | Nao Kodairaová                | Japonsko               | 1:58,20 | +1,31  |
| 6.               | 18      | I     | Christine Nesbittová          | Kanada                 | 1:58,33 | +1,44  |
| 7.               | 8       | I     | Annette Gerritsenová          | Nizozemsko             | 1:58,46 | +1,57  |
| 8.               | 12      | O     | Jekatěrina Šichovová          | Rusko                  | 1:58,54 | +1,65  |
| 9.               | 11      | O     | Anni Friesingerová-Postmaová  | Německo                | 1:58,67 | +1,78  |
| 10.              | 15      | I     | Daniela Anschützová-Thomsová  | Německo                | 1:58,85 | +1,96  |
| 11.              | 7       | O     | Jekatěrina Lobyševová         | Rusko                  | 1:59,01 | +2,12  |
| 12.              | 14      | I     | Alla Šabanovová               | Rusko                  | 1:59,35 | +2,46  |
| 13.              | 13      | O     | Monique Angermüllerová        | Německo                | 1:59,46 | +2,57  |
| 14.              | 2       | I     | Hege Bøkková                  | Norsko                 | 1:59,52 | +2,63  |
| 15.              | 17      | I     | Katarzyna Bachledová-Curuśová | Polsko                 | 1:59,53 | +2,64  |
| 16.              | 4       | I     | Heather Richardsonová         | Spojené státy americké | 1:59,56 | +2,67  |
| 17.              | 10      | I     | Laurine van Riessenová        | Nizozemsko             | 1:59,79 | +2,90  |
| 18.              | 18      | O     | Jennifer Rodriguezová         | Spojené státy americké | 2:00,08 | +3,19  |
| 19.              | 11      | I     | Maki Tabataová                | Japonsko               | 2:00,12 | +3,23  |
| 20.              | 5       | O     | Wang Fej                      | Čína                   | 2:00,65 | +3,76  |
| 21.              | 12      | I     | Cindy Klassenová              | Kanada                 | 2:00,67 | +3,78  |
| 22.              | 10      | O     | Isabell Ostová                | Německo                | 2:01,69 | +4,80  |
| 23.              | 4       | O     | Miho Takagiová                | Japonsko               | 2:01,86 | +4,97  |
| 24.              | 9       | I     | Jilleanne Rookardová          | Spojené státy americké | 2:01,95 | +5,06  |
| 25.              | 8       | O     | Karolína Erbanová             | Česko                  | 2:02,01 | +5,12  |
| 26.              | 5       | I     | Sajuri Jošiiová               | Japonsko               | 2:02,26 | +5,37  |
| 27.              | 1       | O     | Chiara Simionatová            | Itálie                 | 2:02,38 | +5,49  |
| 28.              | 6       | O     | Anna Rokitová                 | Rakousko               | 2:02,67 | +5,78  |
| 29.              | 6       | I     | Jekatěrina Ajdovová           | Kazachstán             | 2:02,81 | +5,92  |
| 30.              | 7       | I     | No Son-jong                   | Jižní Korea            | 2:02,84 | +5,95  |
| 31.              | 1       | I     | Catherine Raneyová            | Spojené státy americké | 2:03,02 | +6,13  |
| 32.              | 2       | O     | Jekatěrina Abramovová         | Rusko                  | 2:03,19 | +6,30  |
| 33.              | 3       | I     | I Ču-jon                      | Jižní Korea            | 2:03,67 | +6,78  |
| 34.              | 9       | O     | Luiza Złotkowská              | Polsko                 | 2:04,01 | +7,12  |
| 35.              | 16      | I     | Brittany Schusslerová         | Kanada                 | 2:04,17 | +7,28  |
| 36.              | 3       | O     | Natalia Czerwonková           | Polsko                 | 2:05,00 | +8,11  |

### Mezičasy medailistek
| Jméno              | Země       | 300 m         | 700 m         | 1100 m          | Cíl             |
| ------------------ | ---------- | ------------- | ------------- | --------------- | --------------- |
| Ireen Wüstová      | Nizozemsko | 25,83 (0,00)  | 55,00 (0,00)  | 1:25,35 (0,00)  | 1:56,89 (0,00)  |
| Kristina Grovesová | Kanada     | 25,76 (−0,07) | 54,37 (−0,61) | 1:24,81 (−0,54) | 1:57,14 (+0,25) |
| Martina Sáblíková  | Česko      | 27,01 (+1,18) | 56,74 (+1,74) | 1:27,14 (+1,79) | 1:57,96 (+1,07) |